# Felixstowe F.5
Il Felixstowe F.5 fu un idrovolante biplano a scafo centrale di produzione britannica progettato e sviluppato dal Lieutenant Commander John Cyril Porte della Royal Navy, la marina militare britannica, al Seaplane Experimental Station di Felixstowe nei tardi anni dieci del XX secolo e prodotto su licenza da varie aziende nazionali ed estere.
Realizzato attingendo all'esperienza acquisita sui precedenti Felixstowe F.2 e Felixstowe F.3, venne adottato dal Royal Naval Air Service (RNAS) nelle fasi finali della prima guerra mondiale senza riuscire ad essere impiegato in combattimento, quindi integrato nei reparti Royal Air Force dove rimase per diverso tempo l'idroricognitore standard della RAF. Dal modello vennero sviluppate alcune varianti migliorate, in Inghilterra dalla Short Brothers, identificato come Short S.2, negli Stati Uniti d'America, il Felixstowe F5L, e in Giappone, l'Hiro H1H.

## Storia del progetto
Dopo aver contribuito a migliorare le caratteristiche dell'originale Curtiss H-12 riprogettandone lo scafo, il Lieutenant Commander John Cyril Porte sfruttò le esperienze acquisite nei due modelli derivati, il Felixstowe F.2 ed il più grande F.3, per sviluppare un nuovo idrovolante da destinare a vari incarichi, quali la ricognizione aerea ed il bombardamento, incorporando le migliori soluzione tecniche adottate sui precedenti modelli.
Il prototipo del nuovo modello, indicato come Felixstowe F.5, venne costruito nell'impianto di produzione della Seaplane Experimental Station e portato in volo per la prima volta nel maggio 1918 rivelando nelle successive prove in volo migliori caratteristiche rispetto agli F.2 e F.3, tuttavia, allo scopo di velocizzare il processo di produzione, si richiese una riprogettazione del modello per poter incorporare molte delle componenti costruttive dell'F.3, soluzione che ne comprometterà le prestazioni dei velivoli di serie.
La produzione totale si attestò su 53 esemplari, prototipo compreso, realizzati dalla Short Brothers (23), Dick, Kerr & Co. (2), Phoenix Dynamo Manufacturing Company (17) e Gosport Aircraft (10).

## Impiego operativo
Il Felixstowe F.5 venne avviato alla produzione troppo tardi per essere impiegato nel corso della prima guerra mondiale. Le consegne iniziarono nel corso della seconda parte del 1918 nei reparti della Royal Naval Air Service (RNAS), l'allora componente aerea della Royal Navy (la marina militare britannica), fino alla sua dissoluzione, quindi assegnato ai reparti della neofondata ed indipendente aeronautica militare del Regno Unito, la Royal Air Force (RAF).
L'8 settembre 1918 due esemplari distaccati da Malta attaccano la base tedesca di sottomarini di Misurata insieme a 3 idrovolanti FBA Type H della Sezione di Tripoli del Corpo Aeronautico italiano e 6 Farman 14 della 106ª Squadriglia.

## Varianti

### Felixstowe F5L
Versione di produzione statunitense indicata Felixstowe F5L, equipaggiata con una coppia di motori Liberty L-12 e realizzata negli stabilimenti della Naval Aircraft Factory (USA) in 137 esemplari, Curtiss Aviation (USA) in 60 esemplari e Canadian Aeroplanes Ltd. (Canada) in 30 esemplari.

### Short S.2
Nel 1924 l'Air Ministry, il ministero deputato all'intera supervisione dell'aviazione civile e militare del Regno Unito, emise una specifica per la fornitura di un idrovolante di concezione moderna che riutilizzasse la velatura e l'impennaggio dell'F.5. L'ufficio tecnico della Short Brothers elaborò un progetto che prevedeva un velivolo dotato di scafo interamente metallico da realizzare in duralluminio, una lega di alluminio temprata caratterizzata dalla maggiore leggerezza e rigidità che si stava allora affacciando alla tecnologia costruttiva aeronautica, tecnologia ancora semisconosciuta all'azienda britannica.
Il prototipo, identificato dall'azienda come S.2, volò per la prima volta il 5 gennaio 1925 quindi, dopo le prove preliminari, inviato a Felixstowe il successivo 14 marzo per essere sottoposto a valutazione da parte della preposta commissione del Marine Aircraft Experimental Establishment. Qui venne sottoposto ad una serie di test impegnativi, incluso quello indirizzato a valutarne la necessaria integrità strutturale provocando uno stallo aerodinamico controllato da 9 m (30 ft) con conseguente repentino abbassamento di quota e violento impatto con la superficie dell'acqua. Dopo un anno di prove ufficiali, ad un'accurata ispezione della struttura del prototipo vi si riscontrò solamente una trascurabile tendenza alla corrosione, superando così le perplessità circa l'uso del nuovo materiale che valse inoltre alla Short un contratto di fornitura di un nuovo prototipo che facesse uso del duralluminio, lo Short Singapore.

### Gosport Flying Boat
Uno dei dieci esemplari commissionati dalla RAF e costruito dalla Gosport Aircraft Company venne immatricolato nel 1919 con marche civili e, indicato come Gosport Flying Boat, esposto nell'agosto di quello stesso anno ad Amsterdam-Noord, Paesi Bassi, in occasione della Eerste Luchtverkeer Tentoonstelling Amsterdam (ELTA).

### Hiro H1H
Variante migliorativa di concezione giapponese. Agli inizi degli anni venti la Marina imperiale giapponese decise di acquistare una licenza di produzione per l'F.5, costruzione che assegnò ad una propria struttura, l'Undicesimo arsenale tecnico aeronavale di Hiro (o Hiro Kaigun Kosho), ed a un'azienda esterna, la Aichi Kōkūki. L'Arsenale militare di Hiro, che lo produsse tra il 1921 e il 1929, ne sviluppò anche una variante indicata in base alle convenzioni di designazione allora vigenti "Idrovolante Tipo 15" o H1H. La prima versione, la Tipo 15, venne equipaggiata con una coppia di motori raffreddati a liquido, i W12 Lorraine 12 E Courlis o i V12 BMW VII, la Tipo 15-1 o H1H1, era caratterizzata da un'apertura alare maggiorata, e la Tipo 15-2 o H1H2, dall'adozione di eliche quadripala. Il modello rimase in servizio fino al 1938. Produzione: Arsenale di Hiro, 60 esemplari, Aichi, 40 esemplari.

## Utilizzatori
Giappone

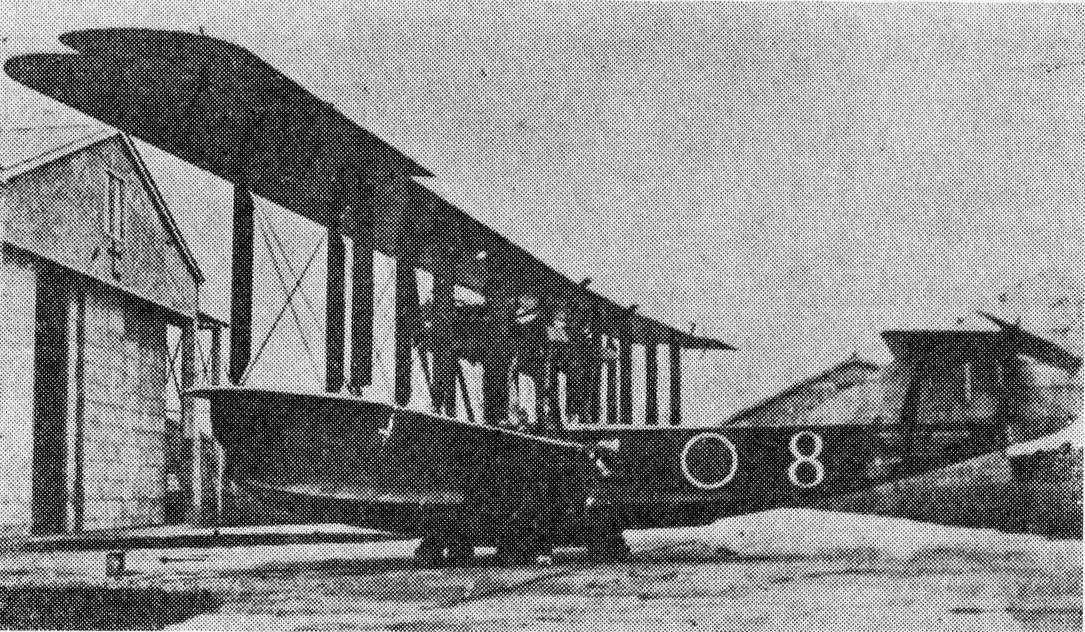
Un F.5 in servizio con la Dai-Nippon Teikoku Kaigun Kōkū Hombu della Marina imperiale giapponese.

- Dai-Nippon Teikoku Kaigun Kōkū Hombu

 Regno Unito
- Royal Naval Air Service
- Royal Air Force
  - No. 230 Squadron RAF
  - No. 231 Squadron RAF
  - No. 232 Squadron RAF
  - No. 238 Squadron RAF
  - No. 247 Squadron RAF
  - No. 249 Squadron RAF
  - No. 259 Squadron RAF
  - No. 261 Squadron RAF
  - No. 267 Squadron RAF

 Stati Uniti
- United States Navy

### Pubblicazioni
- (EN) J.M. Bruce, The Felixstowe Flying-Boats: Historic Military Aircraft No. 11 Part 1, in Flight, 2 dicembre 1955,  pp. 842-846.
- (EN) J.M. Bruce, The Felixstowe Flying-Boats: Historic Military Aircraft No. 11 Part 2, in Flight, 16 dicembre 1955,  pp. 895-898.
- (EN) J.M. Bruce, The Felixstowe Flying-Boats: Historic Military Aircraft No. 11 Part 3, in Flight, 23 dicembre 1955,  pp. 929-932.